# Alexandre Oukidja
Alexandre Roger Oukidja, más conocido como Alexandre Oukidja, (Nevers, 19 de julio de 1988) es un futbolista argelino de origen francés que juega de portero en el F. K. IMT de la Superliga de Serbia. Es internacional con la selección de fútbol de Argelia.

## Trayectoria
Oukidja comenzó su carrera en el Football Club de Gueugnon, equipo en el que jugó de 2005 a 2006, año en el que fichó por el Lille O. S. C. En el primer equipo del Lille no disputó ni un solo partido, aunque si lo hizo en el equipo filial.
Durante su estancia en el Lille estuvo cedido en el Aviron Bayona y en el RE Mouscron belga.
En 2014 fichó por el RC Estrasburgo, club con el que logró el ascenso a la Ligue 1 en 2017, logrando debutar en la categoría en esa temporada.
En 2018 ficha por el F. C. Metz de la Ligue 2, logrando el ascenso a la Ligue 1 en esa misma temporada.

## Selección nacional
Es internacional con la selección de fútbol de Argelia, con la que debutó el 26 de marzo de 2019 en un amistoso frente a la selección de fútbol de Túnez.
Formó parte de la selección argelina campeona de la Copa África 2019.

## Clubes
| Club                             | País    | Año       |
| -------------------------------- | ------- | --------- |
| F. C. Gueugnon                   | Francia | 2005-2006 |
| Lille O. S. C.                   | Francia | 2006-2014 |
| Aviron Bayona (cedido)           | Francia | 2012      |
| Royal Mouscron-Péruwelz (cedido) | Bélgica | 2012-2014 |
| R. C. Estrasburgo                | Francia | 2014-2018 |
| F. C. Metz                       | Francia | 2018-2025 |
| F. K. IMT                        | Serbia  | 2025-act. |

## Palmarés

### Títulos nacionales
| Título          | Club           | País    | Año  |
| --------------- | -------------- | ------- | ---- |
| Copa de Francia | Lille O. S. C. | Francia | 2011 |
| Ligue 1         | Lille O. S. C. | Francia | 2011 |

### Títulos internacionales
| Título      | Club (*)             | Sede   | Año  |
| ----------- | -------------------- | ------ | ---- |
| Copa África | Selección de Argelia | Egipto | 2019 |

(*) Incluyendo la selección.